# Pyłypczatyne
Pyłypczatyne (ukr. Пилипчатине) – wieś na Ukrainie, w obwodzie donieckim, w rejonie bachmuckim. W 2001 liczyła 70 mieszkańców.